# 安久美神戸神明社
安久美神戸神明社（あくみかんべしんめいしゃ）は、愛知県豊橋市八町通三丁目17番地にある神明神社である。別名：豊橋神明社（とよはししんめいしゃ）。

## 祭神
御本社
- 天照皇大神

配祀
- 仲哀天皇　神功皇后　応神天皇　火産霊神　武甕槌神　経津主神　菅原道真命

境内社
- 外宮社 – 豊受比売神
- 高宮社 – 伊吹戸主神
- 伊雑社 – 玉柱屋比売命　伊佐波止美命
- 三峯社 – 伊佐那岐命　伊佐那美命
- 猿田彦社 – 猿田彦命
- 稲荷社 – 宇迦御魂命
- 御霊社 – 国家公共ともに尽くしたる人々の御霊

## 歴史
天慶2年（939年）11月、関東において平将門が乱を起こした。京の朝廷は、参議の大伴保平を勅使として東海の伊勢神宮へ派遣し、関東平定を祈願した。この霊験のおかげか、翌年2月関東の承平天慶の乱は直ちに平定することができた。天慶3年（940年）、関東鎮圧を喜んだ時の帝の朱雀天皇は三河国渥美郡北端である豊川左岸の安久美（飽海）荘（豊橋市中心部）を伊勢神宮へ寄進した。そのため、この地は安久美神戸（あくみかんべ）という名の神領地（神戸）となる。その時に伊勢神宮祭主大中臣頼基の庶流・大中臣基守が磯部氏、川野氏、清水氏らを率いて伊勢国より来たり、この新神戸（しんかんべ）の屋代（やしろ）として創建されたのが当社である。
永正2年（1505年）、今川氏親の命によりこの地へ三河国宝飯郡長山一色城（豊川市牛久保町）主の一色時家被官・牧野古白によって今橋城（後の吉田城。豊橋市今橋町）が築城された後も、歴代三河吉田城主の尊崇は篤かった 。江戸時代には吉田城内にあり、城内神明宮や吉田神明宮と呼ばれた 。また、三河国を平定し後に征夷大将軍となった徳川家康も、当社の鬼祭を見物したとされる。神君の朱印をもって30石の社領を献じ、代々の征夷大将軍がこれを継承した。明治18年（1888年）、鎮座地が大日本帝国陸軍の用地となったため現在の位置に移転した 。1923年（大正12年）には県社に昇格し、1930年（昭和5年）には現在の社殿を造営した。神社名としては、神戸神社や吉田明神、吉田神明、吉田神明宮などの記録がある。明治維新時の宮号廃止により「神明社」となり、昭和26年（1951年）に「安久美神戸神明社」と改称した 。

## 境内

### 建造物
本殿
登録有形文化財。1930年（昭和5年）建設。内務省神社局の角南隆技師が建設に関わった。桁行3間、梁間2間。神明造銅板葺の高床式建物。内部は内陣と外陣の2室に分かれており、周囲には高欄付き縁がめぐらされている。屋根には伊勢神宮の社殿のような6本の鰹木があり、両妻では棟持柱が棟木を支えている。伊勢神宮正殿の意匠に近づけようとする工夫がみられる。
幣殿・拝殿
登録有形文化財。1930年（昭和5年）建設。内務省神社局の角南隆技師が建設に関わった。桁行18.2 m、梁間4.8 m。両側に脇殿のある大型の拝殿である。屋根は切妻造銅板葺であり、柱は総丸柱である。棟には千木と鰹木が上げられている。
神楽殿
登録有形文化財。1885年（明治18年）移築。桁行4.5 m、梁間4.5 m。屋根は入母屋造桟瓦葺である。境内にある数少ない昭和期以前の建築物である。
社務所
神庫
登録有形文化財。1930年（昭和5年）建設。桁行5.5 m、梁間4.5 m。鉄筋コンクリート造。屋根は寄棟造桟瓦葺である。
額殿

手水舎
登録有形文化財。1930年（昭和5年）建設。桁行3.5 m、梁間2.9 m。
儀式殿
木造2階建て。延床面積約500 m2。1962年（昭和37年）に建設され、増築を重ねてきた。1970年代中頃まで結婚式の披露宴会場にも使用された。鬼祭の準備などに使用されている。2016年（平成28年）9月16日には豊橋技術科学大学建築・都市システム学系が中心となって耐震診断見学会が開催された。
一の鳥居

二の鳥居

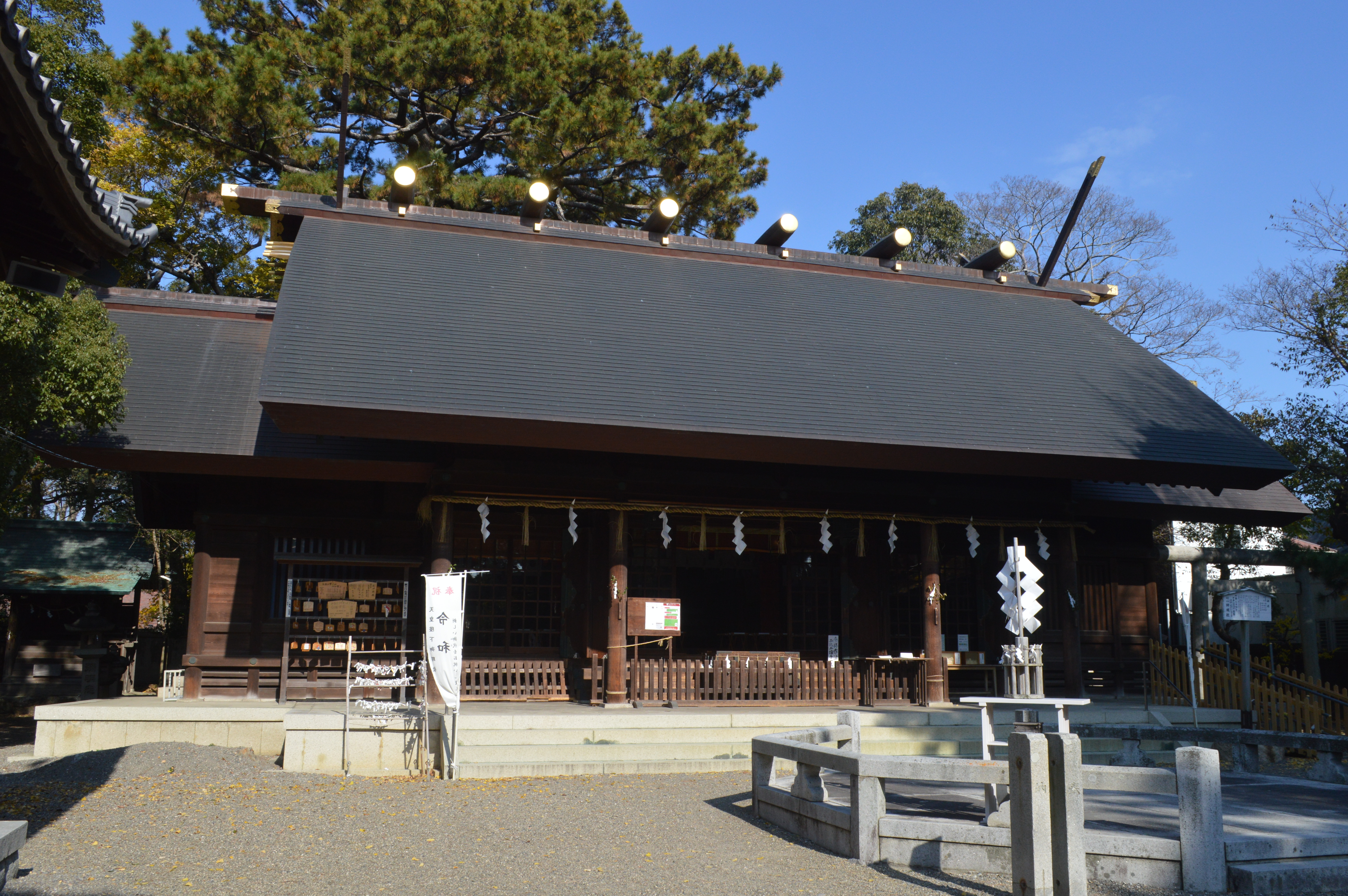
幣殿・拝殿
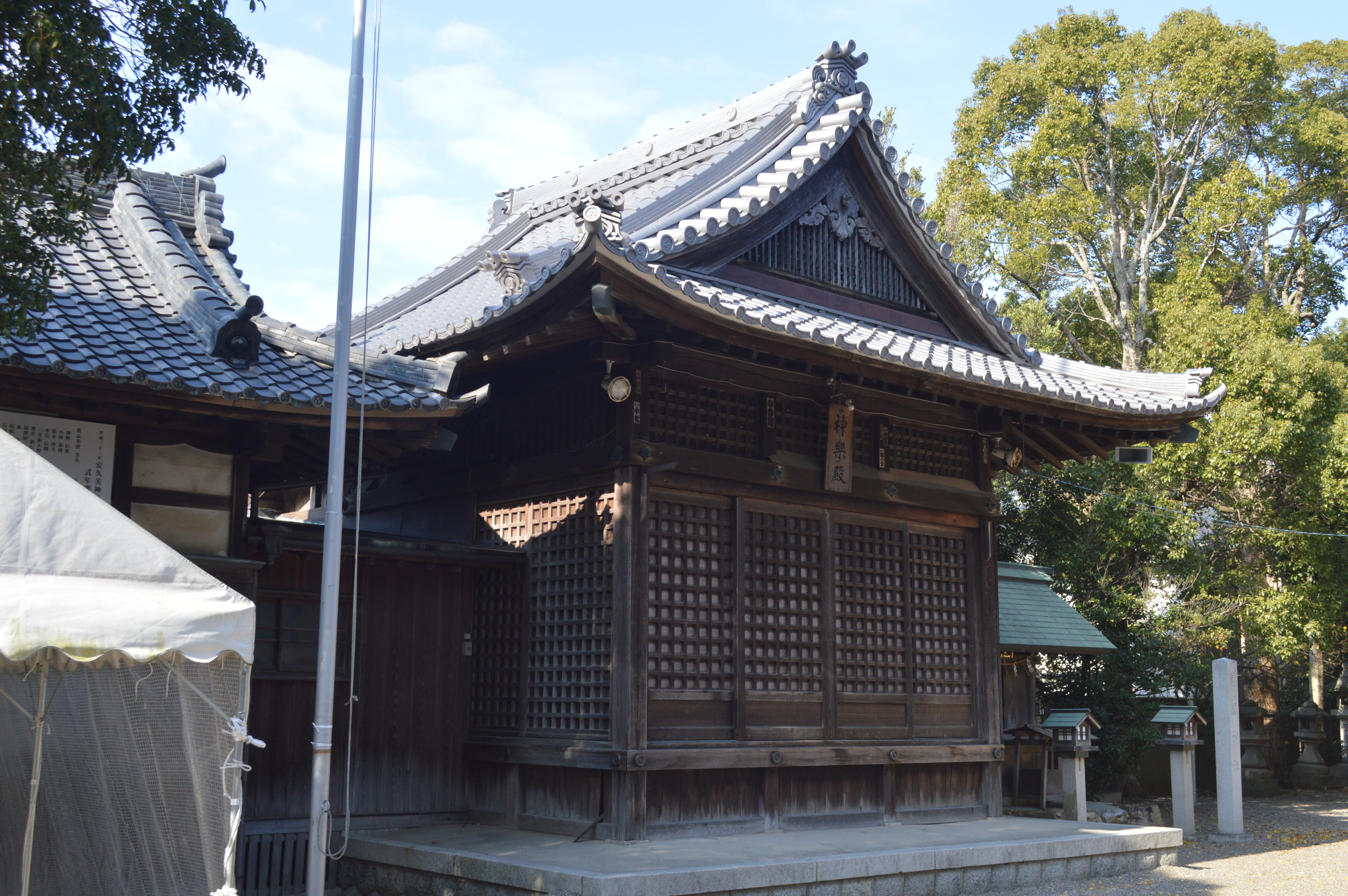
神楽殿
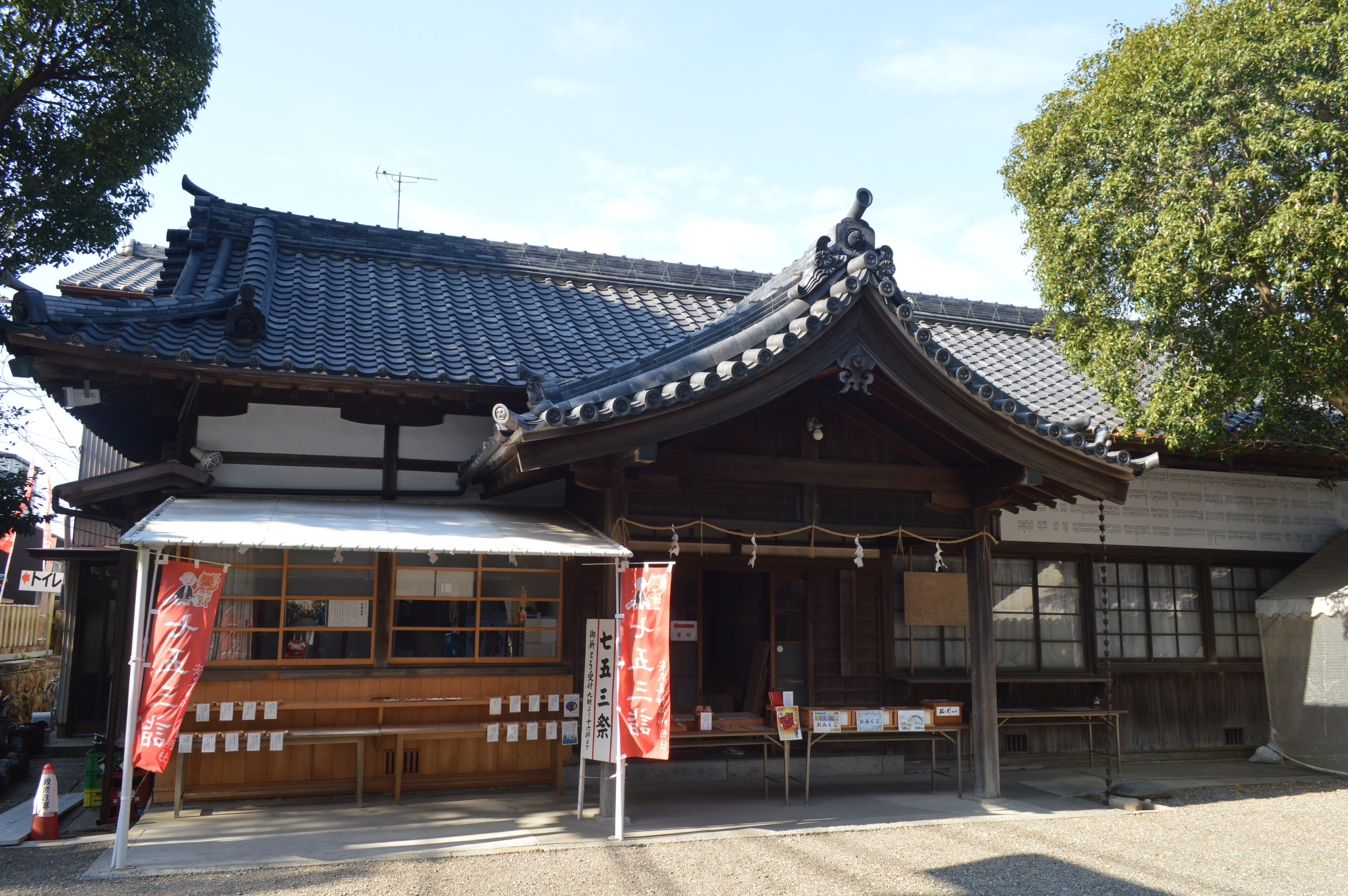
社務所
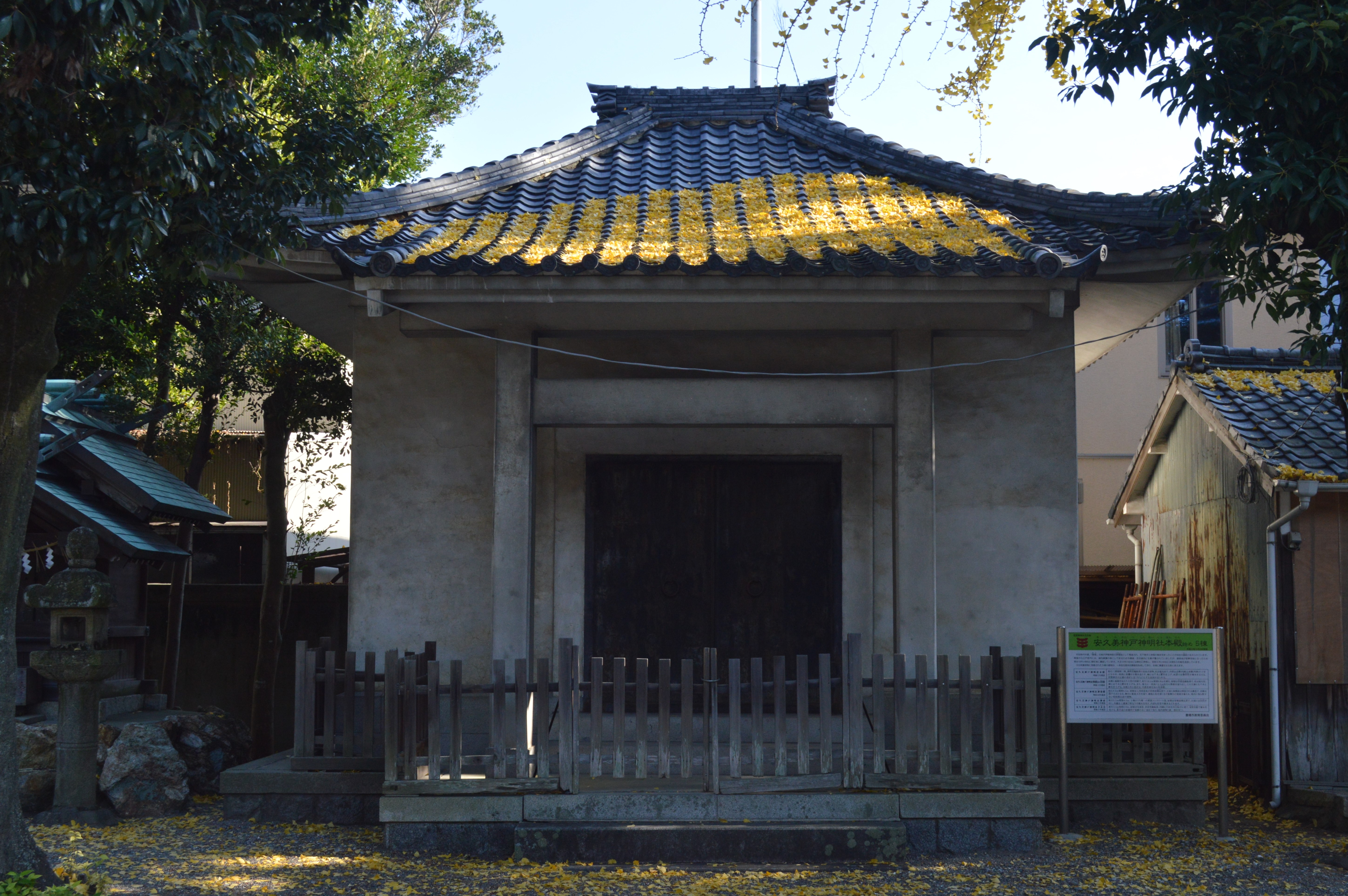
神庫
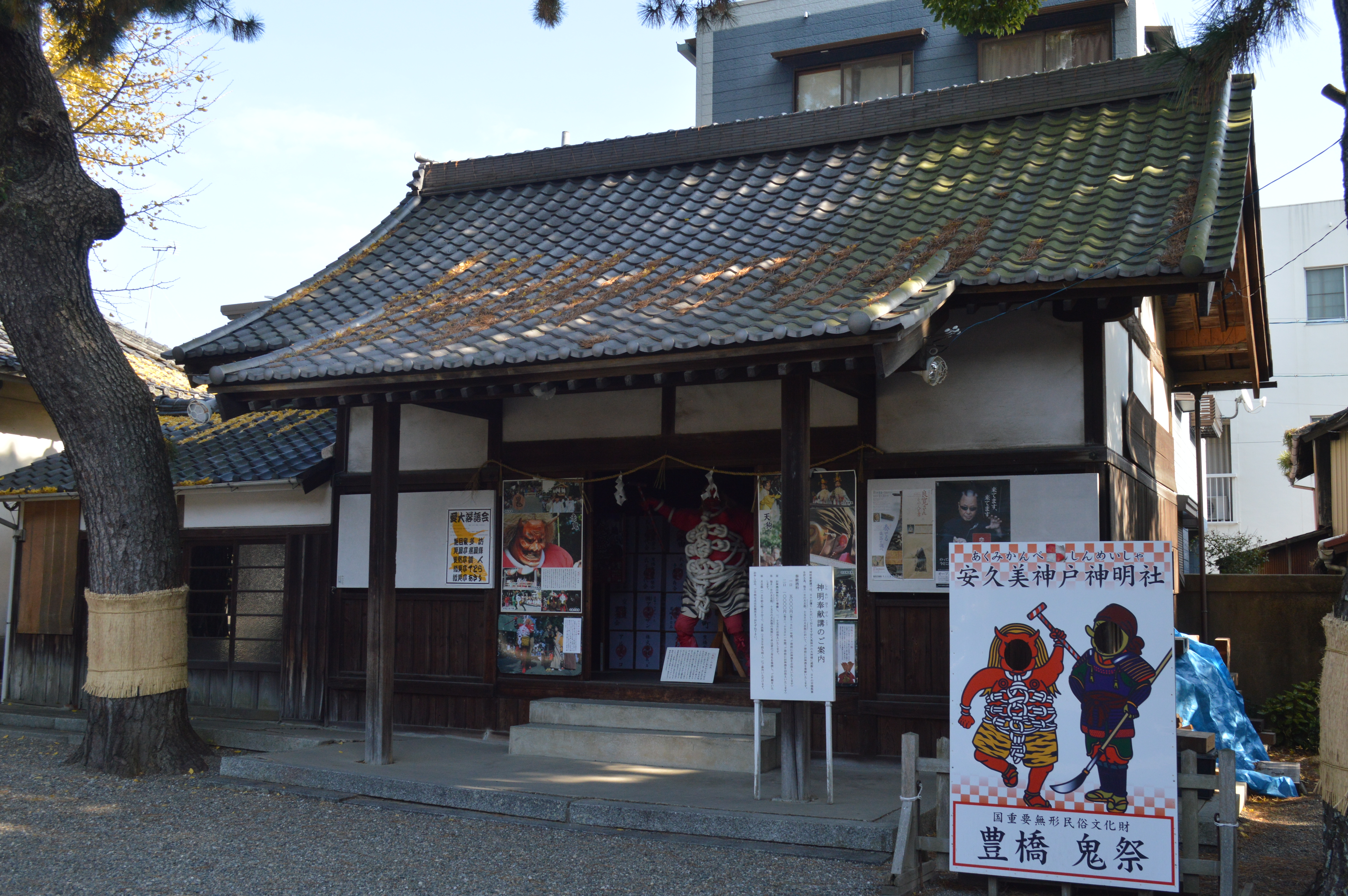
額殿
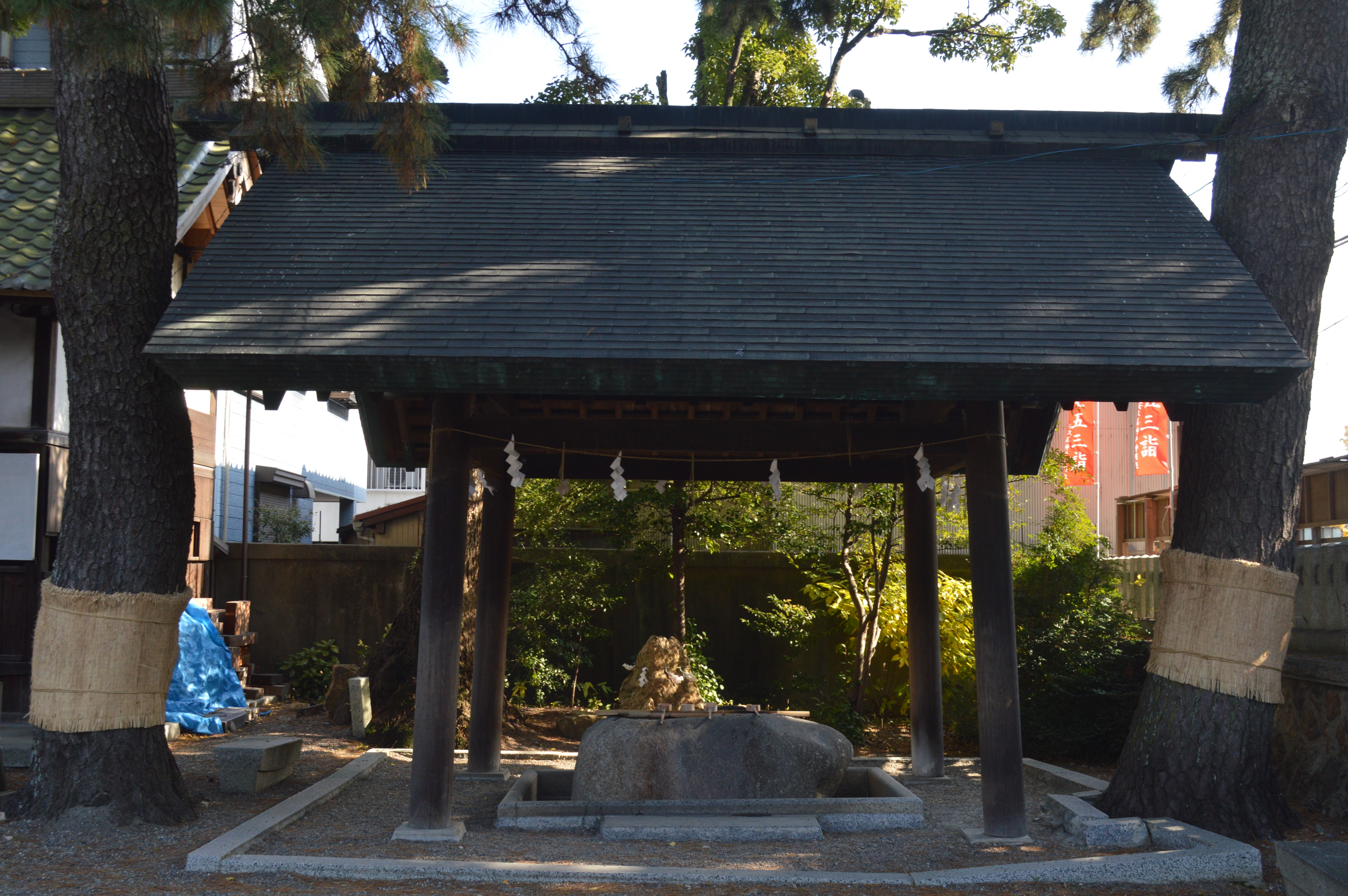
手水舎
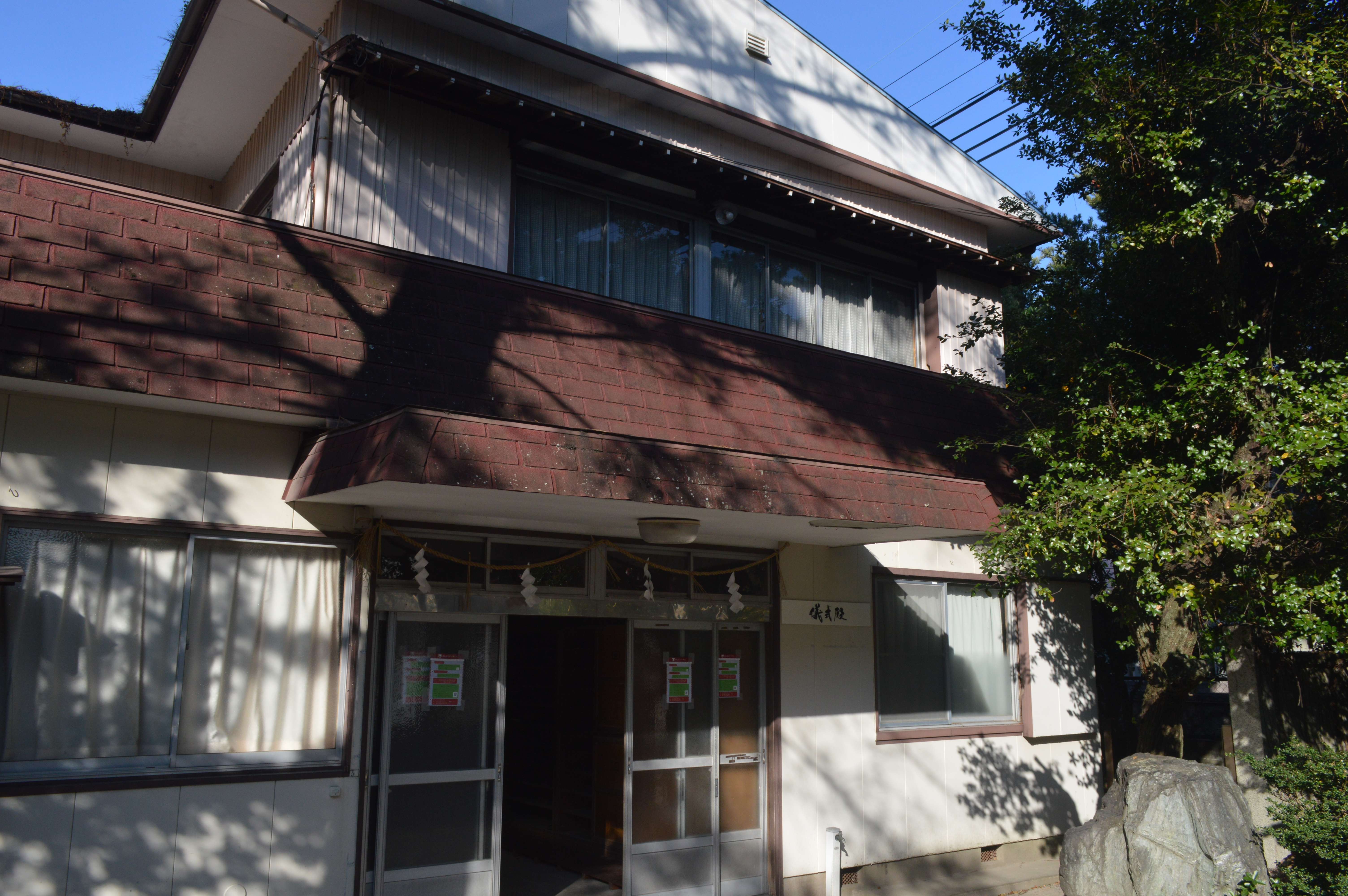
儀式殿
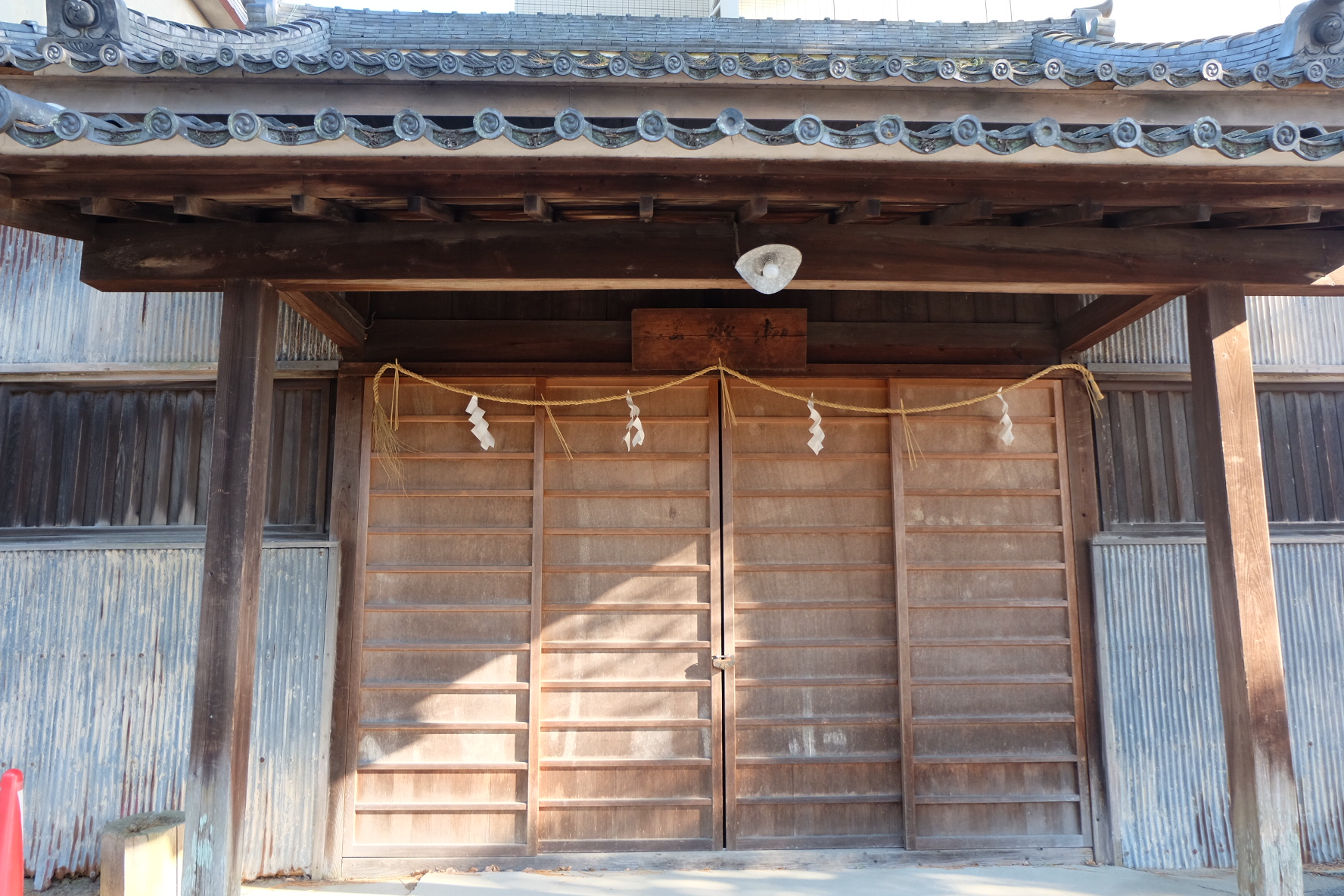
潔斎殿
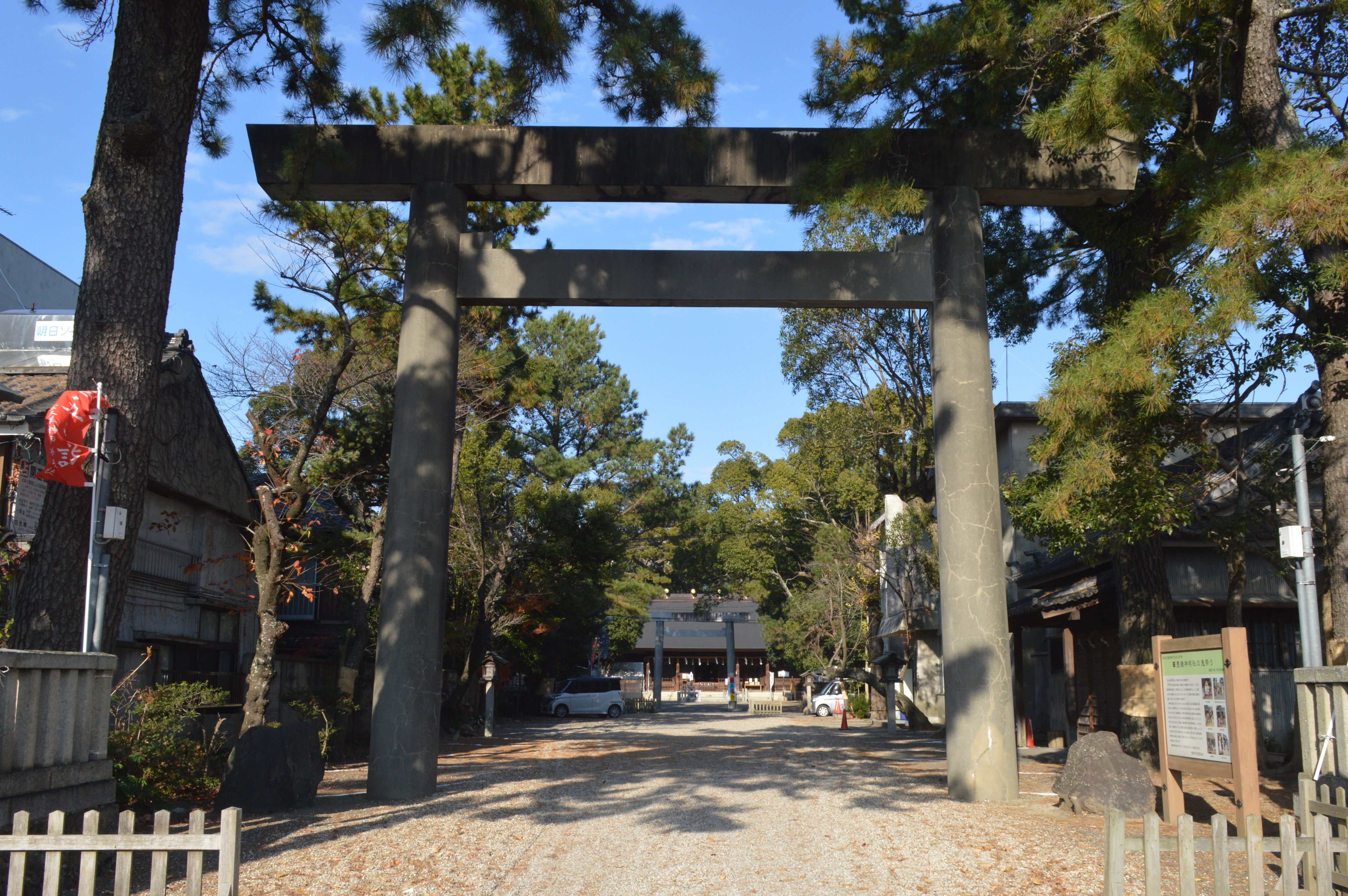
一の鳥居
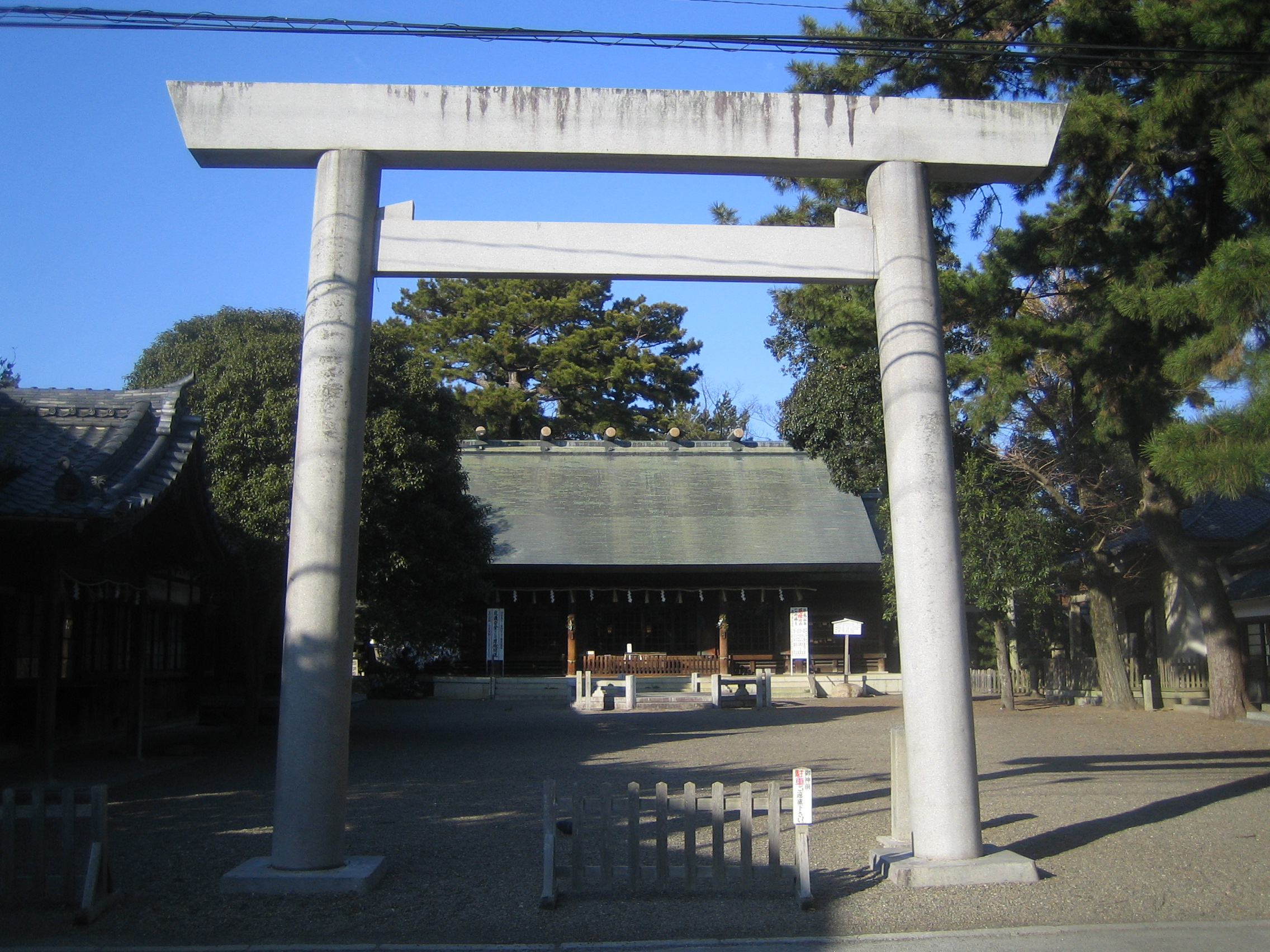
二の鳥居

### 摂社・末社
- 高宮社・伊雑社・外宮社 - 拝殿西側。
- 護国神社 - 拝殿西側。
- 三峯社・稲荷社 - 拝殿東側。
- 猿田彦社 - 拝殿東側。

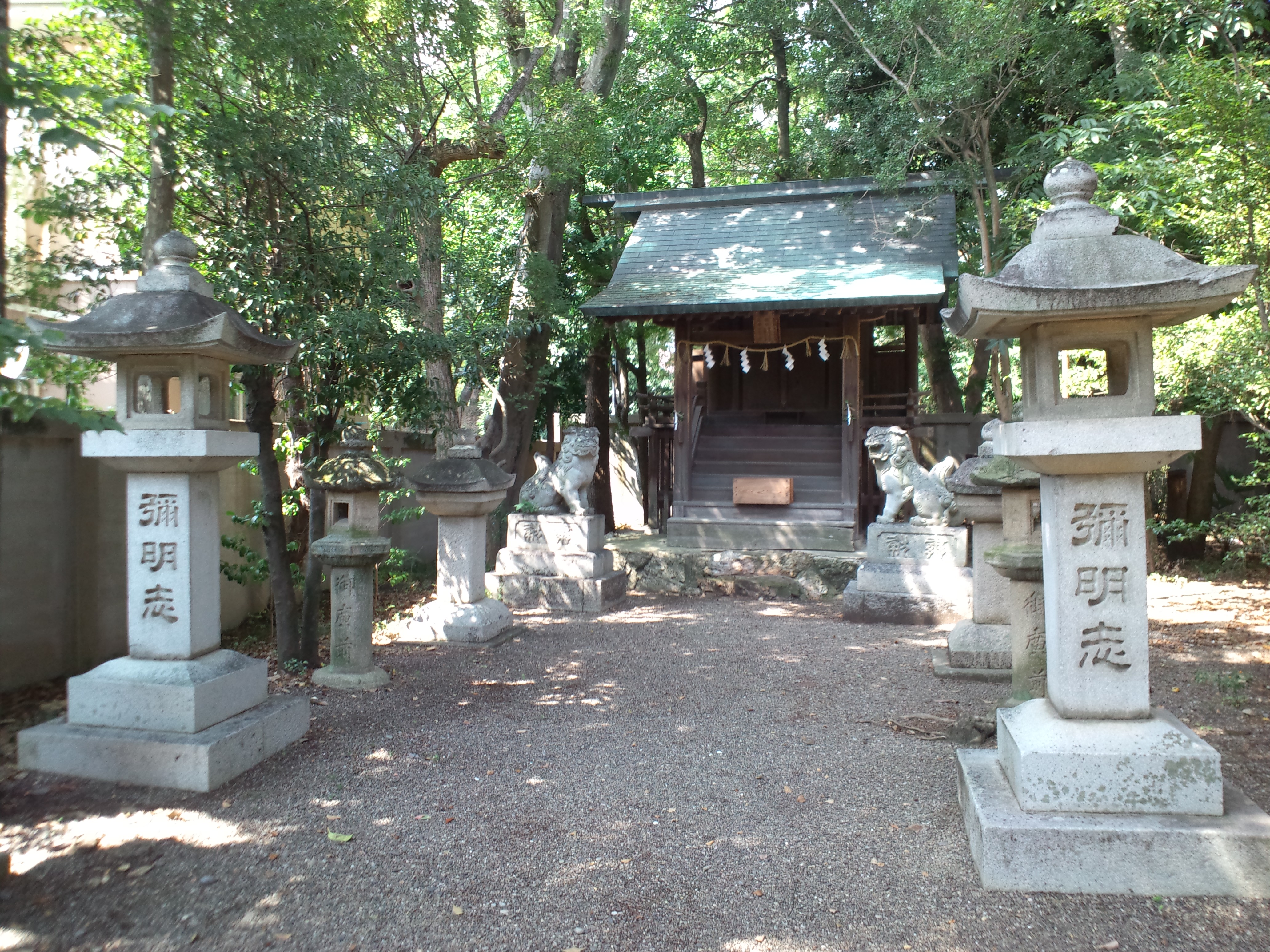
高宮社・伊雑社・外宮社
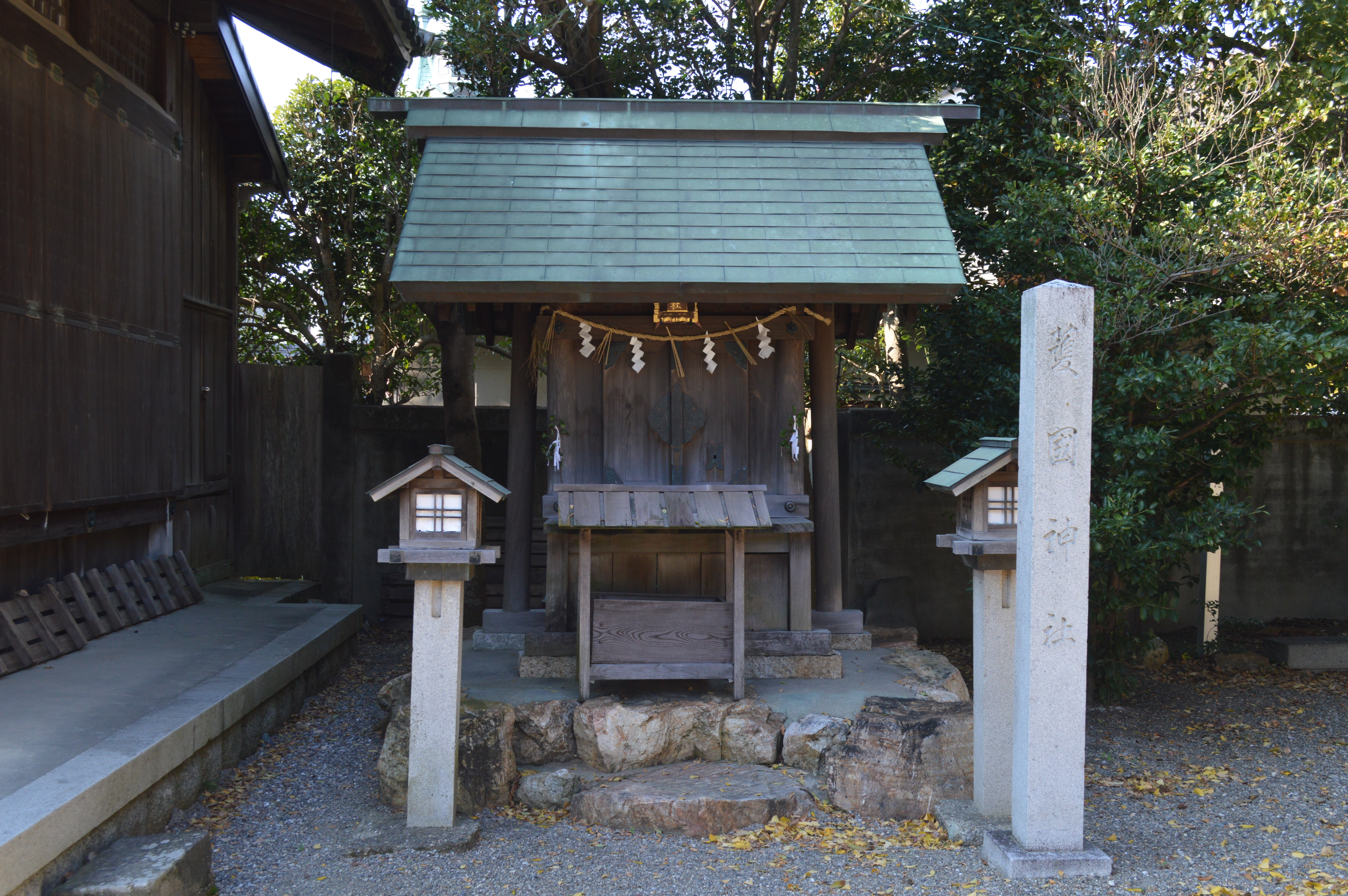
護国神社
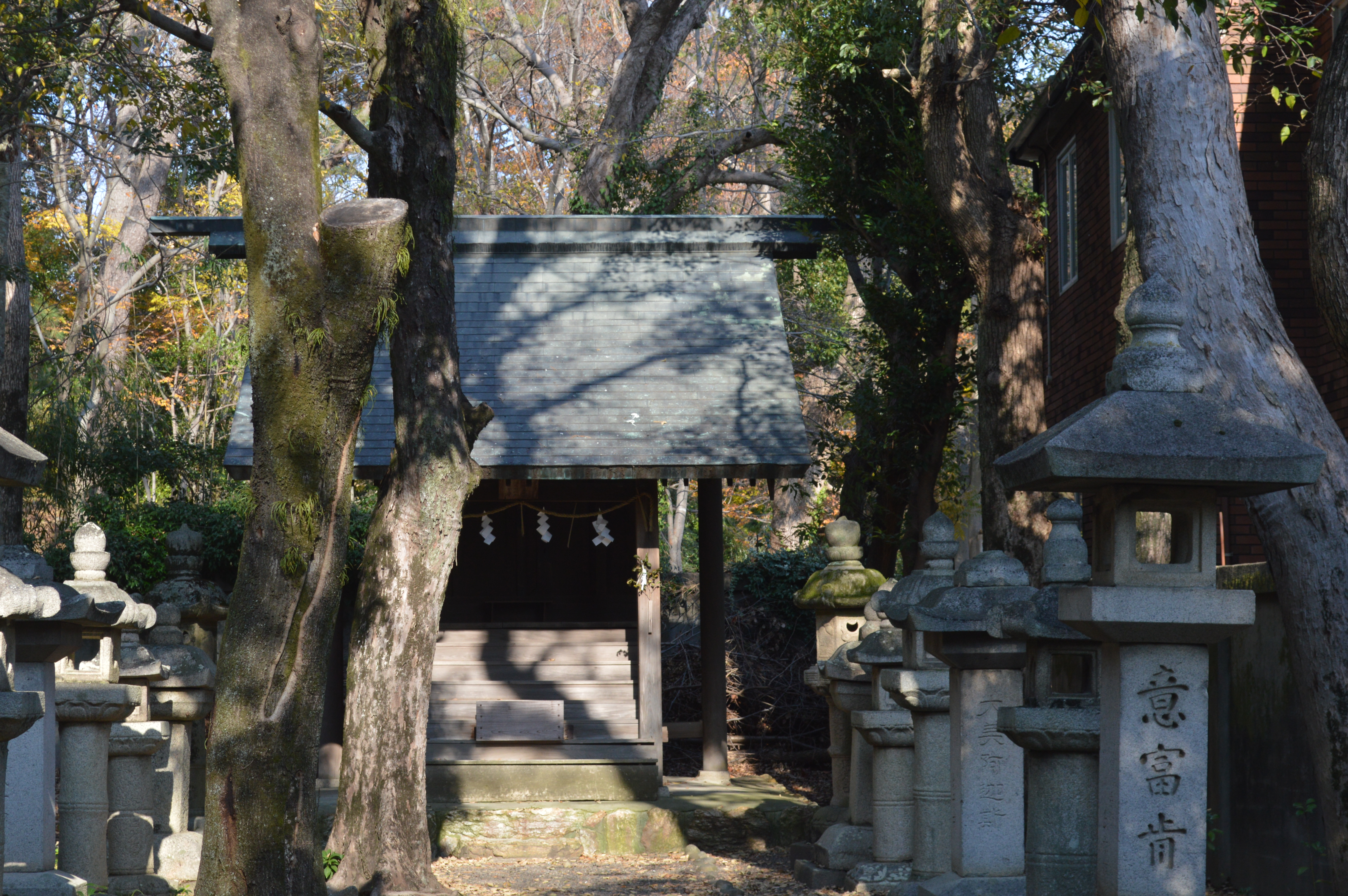
三峯社・稲荷社
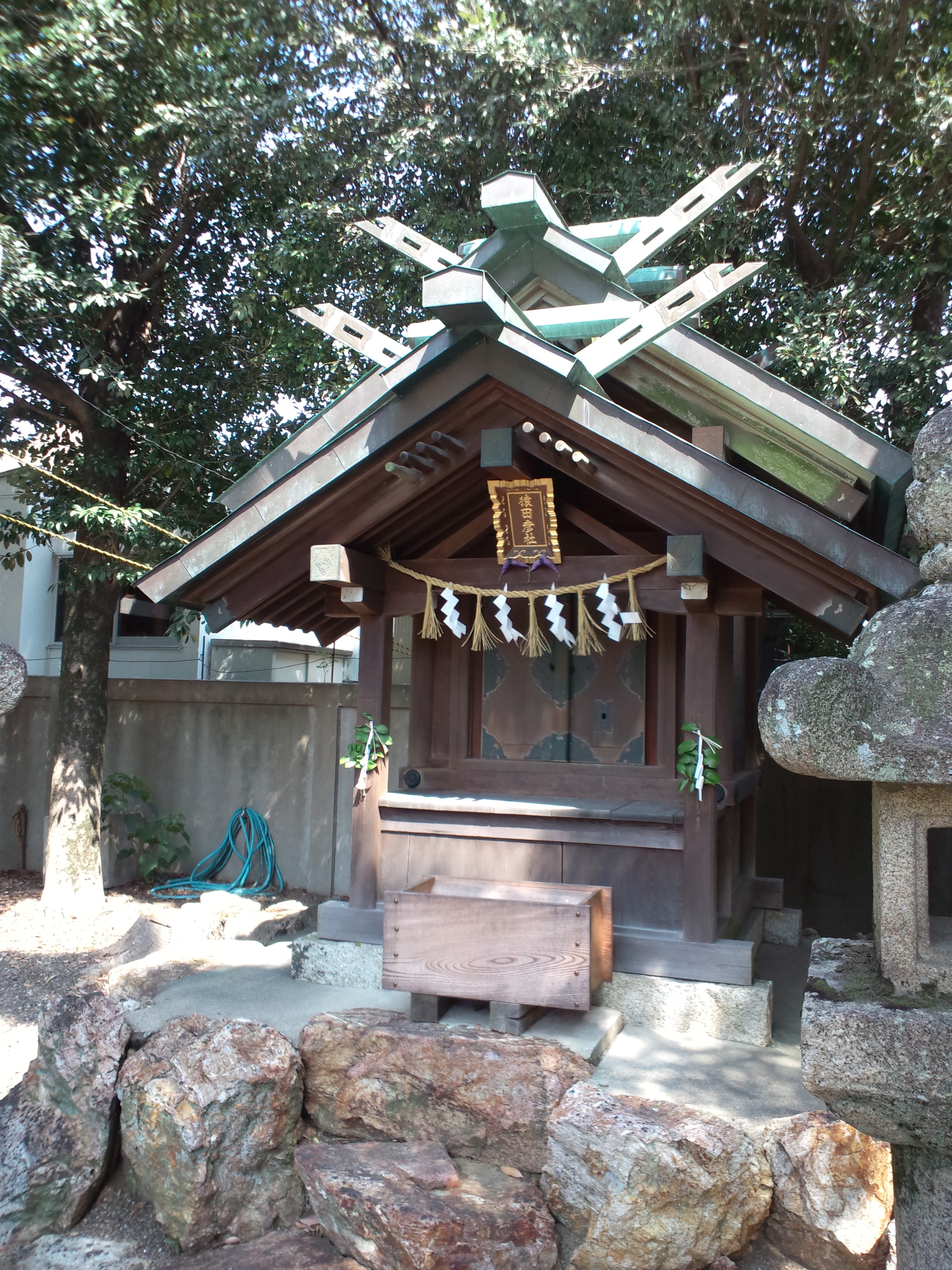
猿田彦社

### 史跡

#### 東照宮（家康公）御腰掛松
1554年(天文13年)、徳川家康が参拝し、鬼祭の神事を観覧したときに社殿前の松の根元に腰掛けたといわれる。1603年(慶長8年)、宮司の司守信が伏見城で徳川家康に拝謁したときに、かつて観覧したその神事のことを尋ねられたことをきっかけに、この社頭の松は丁重に祀られるようになった。社地奉遷により、根元の大石は移動され、現在は代わりの松が植えられている。神明社跡地(豊橋公園内)の本来松があった場所には、「徳川家康公腰掛松旧阯」の石碑が建てられている 。

#### 儀調場
伊勢神宮遙拝所。石を敷き詰めて造られており、八角形になっているため、「八角台」ともいう。「儀調場(ぎちょうば)」という語は宮司の造語と考えられ、由来は諸説ある。一つは、かつてこの場所で「左義長」（さぎちょう）が行われたからとする説。もう一つは、かつてこの場所が「毬打場」（ぎっちょうば）だったからとする説がある 。社殿前にあり、この場所で様々な神事が行われている。「豊橋鬼祭」の諸神事もこの場所で主に行われている。八角形の台の上に木版が敷かれて高くなっているのは、その神事が参詣者によく見えるようにするためである。

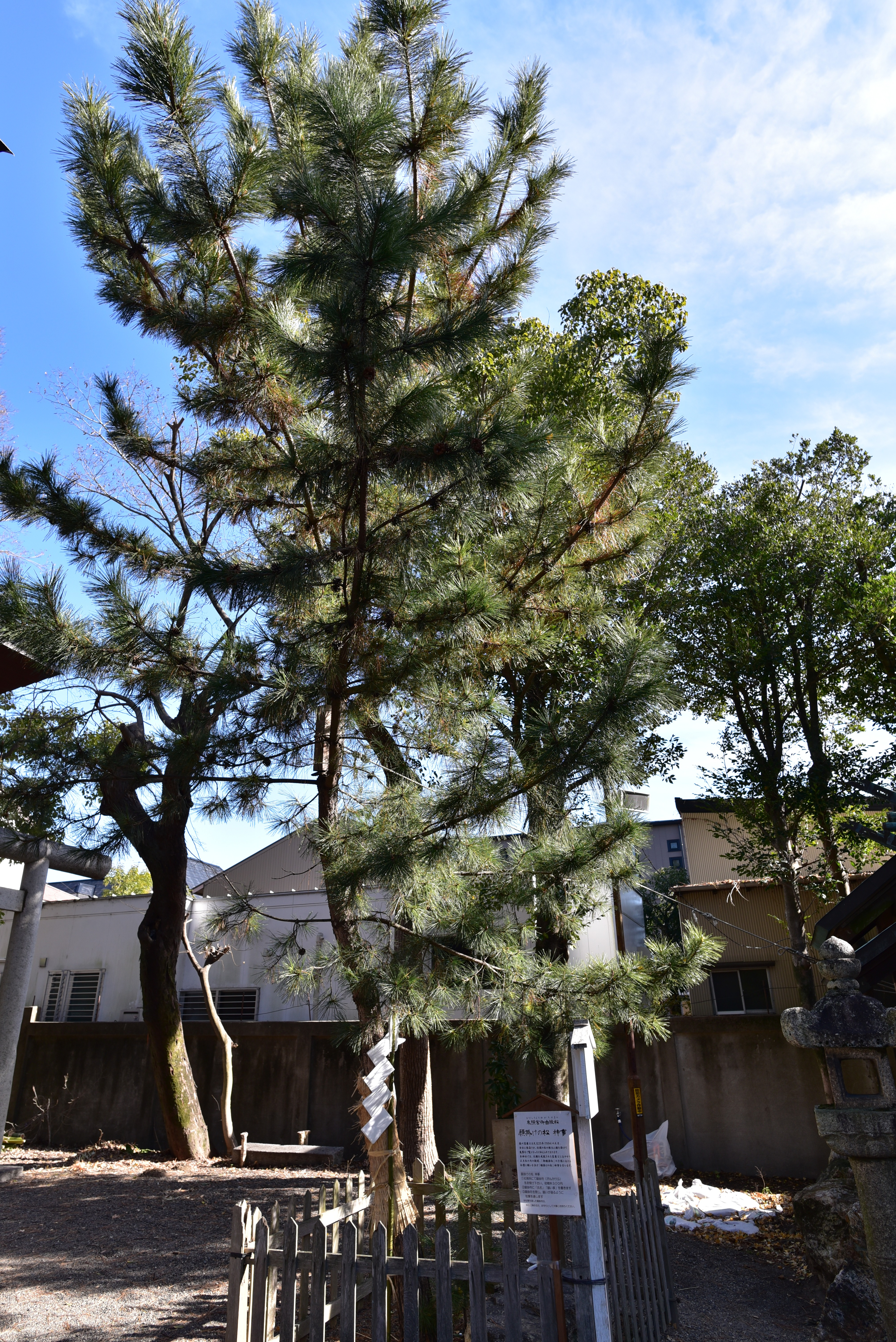
東照宮（家康公）御腰掛松
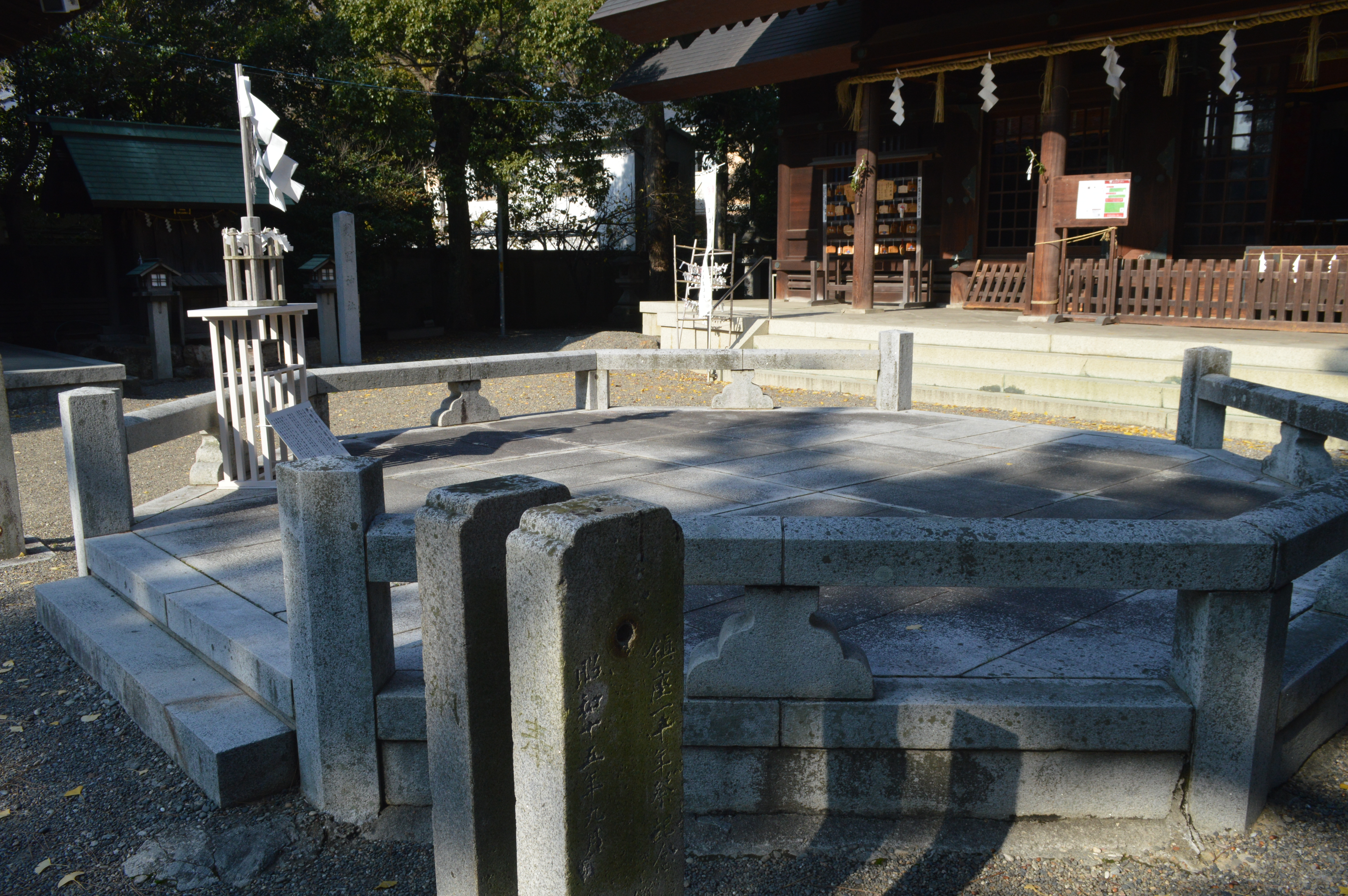
儀調場

## 祭事・催事

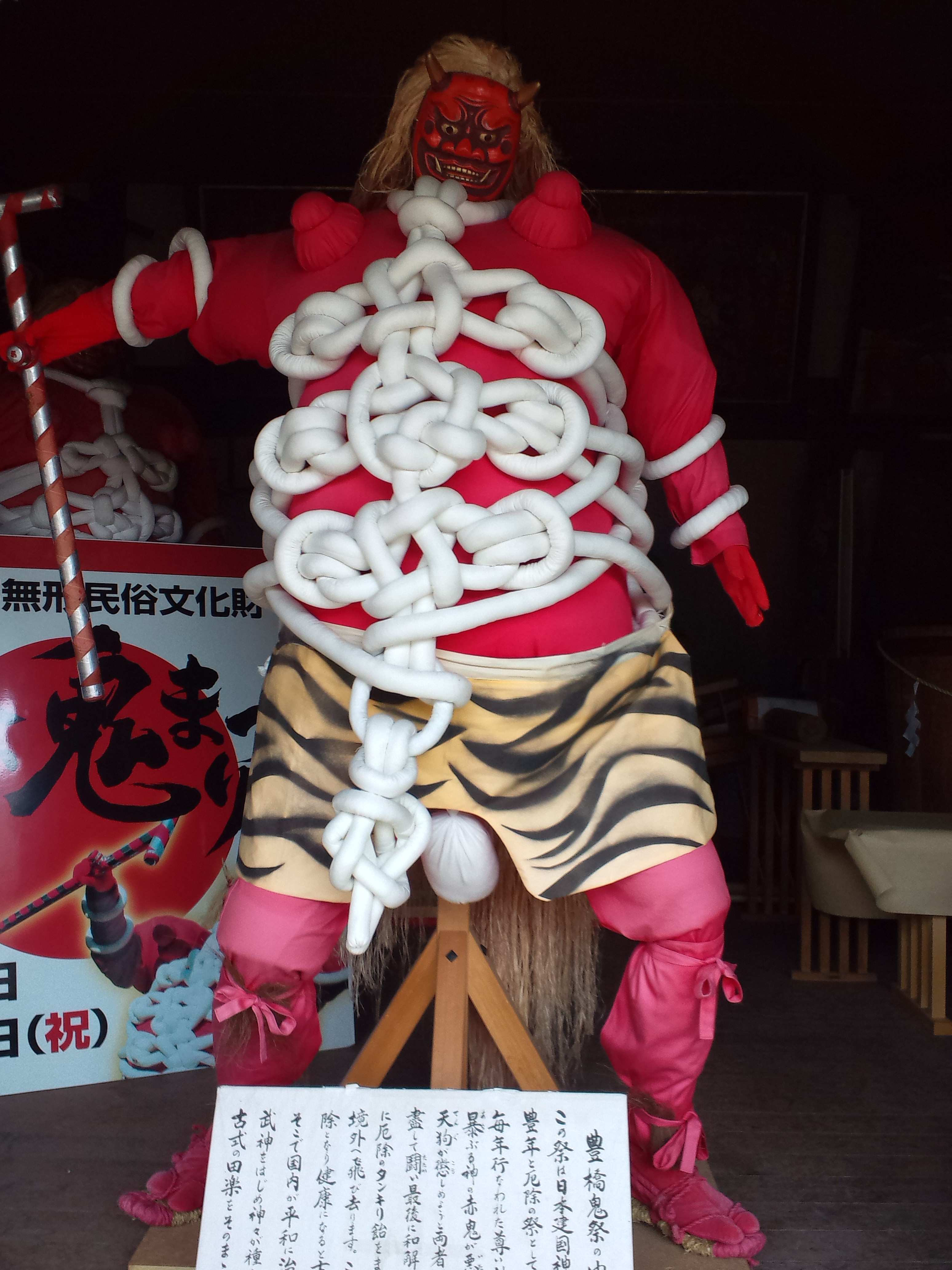
豊橋鬼祭の赤鬼

### 豊橋鬼祭
例祭の鬼祭（おにまつり、国の重要無形民俗文化財）で知られる。メインの赤鬼と天狗のからかいは平安時代から舞われていたユーモラスな有名な田楽であり、本来大晦日に行う年越しの神事であった。昭和43年（1968年）からは、祝日（建国記念の日）である2月11日を本祭として、その前日（2月10日）とともに祭礼日としている。現在の祭礼の赤鬼と天狗の御面は、昭和15年（1940年）に神社創建1千年と皇紀2600年を祝って作られたものであるが、それまでの御面は当時三河国吉田を治めていた今川義元が寄進したものといわれる。
前夜祭では、社殿前の八角台で笛や太鼓の音に合わせて古代服に身を包んだ6人の舞姫と青鬼が「岩戸舞」を舞う。
その後境内で厄よけのたんきりあめをまいたのち、「アーオー」という掛け声と共に町内へ駆けだし、氏子らを引き連れて1軒ずつにあめを配って回る。
この赤鬼をモデルに、豊橋市役所が豊橋市製100周年事業「とよはし100祭」（ひゃくさい）のために製作したマスコットがトヨッキーである。トヨッキーは後に豊橋市の公式マスコットとなった。

### 式年遷宮
1947年（昭和22年）からほぼ20年ごとに式年遷宮を行っており、直近では2010年（平成22年）に遷宮を行った。遷宮前には本殿や拝殿・幣殿の屋根の吹き替えなどが行われ、遷宮では遷座・奉祝祭が開催される。登録有形文化財への登録という祝事も重なったため、2010年（平成22年）の式年遷宮奉祝祭には鬼祭に登場する赤鬼・天狗・黒鬼・小鬼・青鬼の5体も出席した。

## 文化財

### 重要無形民俗文化財（国指定）
- 豊橋神明社の鬼祭 - 1980年（昭和55年）1月28日指定。一般的には豊橋鬼祭などと呼ばれる。

### 登録有形文化財（国登録）
1930年（昭和5年）に新築してから80年を迎えることから、安久美神戸神社は文部科学省に登録有形文化財への登録を申請し、2010年（平成22年）9月10日、「本殿」、「幣殿及び拝殿」、「神楽殿」、「神庫」、「手水舎」の5軒が国の登録有形文化財に登録された。
登録日
- 本殿 - 2010年（平成22年）9月10日登録。
- 幣殿及び拝殿 - 2010年（平成22年）9月10日登録。
- 神楽殿 - 2010年（平成22年）9月10日登録。
- 神庫 - 2010年（平成22年）9月10日登録。
- 手水舎 - 2010年（平成22年）9月10日登録。

### 豊橋市有形文化財（工芸品）
甲冑 「 勝糸威腹巻具足 」と付属品４点

## 現地情報
所在地
- 440-0806：愛知県豊橋市八町通三丁目17番地

交通アクセス
- 豊橋鉄道東田本線 市役所前停留場または豊橋公園前停留場から徒歩で約3分[18]。

## 飽海神戸
歴史学者の太田亮は地誌書『三河国二葉松』を根拠として、「飽海本神戸・新神戸は、和地荘の神戸七郷を指す」としており、羽田八幡宮（豊橋市）神官の羽田野敬雄が『三河国古蹟考』で「（飽海本神戸・新神戸は）幡太郷飽海村」としているのは誤りだと糾弾している。なお、幡太郷の比定地や渥美・飽海の比定地において、現在の田原市であるとする説と豊橋市であるとする説の両方があり対立している。
安久美神戸神明社という社名は戦後に改称されたものである。明応6年11月17日の安久美神戸神明社棟札銘などには新神戸郷が見える（豊橋市史5）。天正6年12月13日の安久美神戸神明社棟札にも｢飽海郡新神部宮司盛秀｣と見え、吉田城主酒井忠次は造営のため馬1疋を進献している（豊橋市史5）｡これらの棟札を根拠として、豊橋市史では、飽海村は飽海新神戸であったとする説を主張している。ただ、安久美神戸神明社棟札以外に、新神戸郷とする資料は見当たらない。永禄3年12月2日の今川氏真安堵状に｢参河国渥美郡飽海郷｣。天正18年12月20日池田輝政｢あくみ･吉田方両所之内｣（豊橋市史）。戦国時代の同時代史料には、飽海郷（あくみ）となっている。